# Il tempo tra di noi
Il tempo tra di noi è un singolo di Eros Ramazzotti pubblicato il 30 Novembre 2007 sul tema amoroso, apparentemente trattante la sua relazione con la show-girl Michelle Hunziker.

## Video musicale
Il video del brano, diretto da AlexandLiane, è stato pubblicato il 10 dicembre 2007 attraverso il canale YouTube del cantautore e vede la partecipazione della modella Mădălina Diana Ghenea.

## Classifiche
| Classifica (2008) | Posizione massima |
| ----------------- | ----------------- |
| Italia            | 25                |